# 아오하라촌
아오하라촌(青原村)은 일본 시마네현 가노아시군에 설치되었던 촌이다. 현재의 쓰와노정의 일부에 해당한다.

## 역사
- 1889년 4월 1일 - 정촌제 시행에 의해 가노아시군 아오하라촌이 성립하였다.
- 1954년 4월 1일 - 구 니치하라정과 합병해 새로운 니치하라정이 성립하여 폐지되었다.

## 참고문헌
- 角川日本地名大辞典 32 島根県
- 『市町村名変遷辞典』東京堂出版、1990年。